# Law & Order (seizoen 17)
Dit artikel vat het zeventiende seizoen van Law & Order samen.

## Hoofdrollen
- Jesse L. Martin - hoofdrechercheur Ed Green
- Milena Govich - rechercheur Nina Cassidy
- S. Epatha Merkerson - inspecteur Anita Van Buren
- Sam Waterston - eerste hulpofficier van justitie Jack McCoy
- Alana de la Garza - hulpofficier van justitie Connie Rubirosa
- Fred Thompson - officier van justitie Arthur Branch

## Terugkerende rollen
- Leslie Hendrix - dr. Elizabeth Rodgers
- Carolyn McCormick - dr. Elizabeth Olivet
- Selenis Leyva - rechercheur Rivera

## Afleveringen
| Aflevering | Titel                   | Regisseur          | Schrijver                       | Uitzenddatum      | Selectie gastrollen |
| --- | ----------------------- | ------------------ | ------------------------------- | ----------------- | --- |
| 1. | Fame                    | Jean de Segonzac   | Nicholas Wootton                | 22 september 2006 | Wayne Wilcox - Justin 'J-Train' Smolka Barbara King - Sky Sweet James Ransone - Michael Wayland Laurie Williams - Paula Turco Jeff Steitzer - Earl Woodlief                             |
| Wanneer bij een inbraak in een appartement per ongeluk een politieagent wordt vermoord, gaan Green en zijn nieuwe partner Nina Cassady op onderzoek uit. Het appartement is van een paparazzifotograaf en waarschijnlijk heeft hij belastende foto's van een beroemdheid en haar baby. |                         |                    |                                 |                   | |
| 2. | Avatar                  | Vincent Misiano    | David Slack                     | 29 september 2006 | Callie Thorne - advocate Stuart Robert Stanton - Douglas Preston Brianna Steinhilber - Molly Preston Devin Ratray - Richard Elam                                                        |
| Wanneer een foto van een dode vrouw wordt gevonden op een populaire website, gaan Cassady en Green op onderzoek uit. Hun onderzoek leidt hen naar een mentaal gestoorde jongeman. De dochter van het slachtoffer beweert dat de verdachte haar heeft ontvoert en verkracht. De advocate van de verdachte geeft een betere verdachte, de vermeende slachtoffer Molly Preston. |                         |                    |                                 |                   | |
| 3. | Home Sweet              | Richard Dobbs      | Michael S. Chernuchin           | 6 oktober 2006    | Mädchen Amick - Alissa Goodwyn Robert Emmet Lunney - Miles Schaffner Nora Dunn - Rosalie Schaffner Amy Hargreaves - Dana Wechsler Christopher Wells - Roger Trent                       |
| Wanneer bij een explosie in een gebouw de achtjarige Jenna Wechsler omkomt, gaan Cassady en Green op onderzoek uit. Het bewijs leidt hen naar Rosalie Schaffner, de ex-vrouw van de eigenaar van het gebouw. McCoy en Rubirosa willen Schaffner vervolgen ondanks het weinige bewijs tegen haar, maar de zaak krijgt een wending als Rubirosa nieuwe bewijzen vindt wat de zaak in een nieuwe richting stuurt. |                         |                    |                                 |                   | |
| 4. | Fear America            | Constantine Makris | Sonny Postiglione Robert Nathan | 13 oktober 2006   | Navid Negahban - iman Ibrahim John Viscardi - rechercheur Henry Paulson Marjan Neshat - Diane Khalaby Jack Noseworthy - Brian Griggs Richard Brooks - Paul Robinette                    |
| Wanneer Eric Khabaly wordt vermoord, wat gefilmd is op video, gaan Cassady en Green op onderzoek uit. Het lijkt erop dat de moord is gerelateerd aan een Amerikaanse beweging tegen de islam Het onderzoek leidt de rechercheurs naar de neef van Khabaly, Ben Faoud, die waarschijnlijk verbonden is aan een terroristische groepering in New York. Het beste bewijs tegen hem is een link tussen hem en het recente smokkelen van uranium, dit bewijs mag McCoy niet gebruiken in opdracht van het Federaal gerechtshof. Als het nieuws van de uraniumsmokkel toch uitlekt naar het nieuws worden McCoy en Rubirosa slachtoffers van de Federale justitie, en de harde verdediging van de advocaat van Faoud helpt ook niet echt mee. |                         |                    |                                 |                   | |
| 5. | Public Service Homicide | Constantine Makris | Chris Levinson                  | 20 oktober 2006   | Nadia Dajani - Ellie Harper Zoe Lister Jones - Hannah Welch Vyto Ruginis - Depago Remy Auberjonois - dr. Evan Fleming Mimi Lieber - Wendy Weiss                                         |
| Wanneer Carl Mullaly vermoord wordt gevonden in zijn appartement gaan Cassady en Green op onderzoek uit. Hun onderzoek leidt hen naar een bekendmaking in een televisieprogramma HardFocus, in dit programma worden seksuele misdadigers ontmaskerd. Met een achtjarig meisje als ooggetuige wordt de moordenaar gearresteerd, McCoy en Rubirosa komen er al snel achter dat HardFocus meer met de moord te maken heeft dan dat ze eerst dachten. |                         |                    |                                 |                   | |
| 6. | Profiteer               | Arthur W. Forney   | David Wilcox                    | 27 oktober 2006   | Titus Welliver - Bill Whitney John Boyd - Kenny Ellis Brandon Scott - Alan Crockett John Benjamin Hickey - Aaron Solomon Marisa Bernal - Andrea Garcia                                  |
| Wanneer de directeur van een bedrijf dat kogelwerende vesten levert op de zestiende verjaardag van zijn dochter wordt vermoord, gaan Cassady en Green op onderzoek uit. Zij linken de moord aan een incident in Irak, daar sneuvelde een soldaat omdat zijn kogelwerende vest van het bedrijf van het slachtoffer faalde. |                         |                    |                                 |                   | |
| 7. | In Vino Veritas         | Tim Hunter         | David Wilcox                    | 3 november 2006   | Jaymie Dornan - John Carroll Terri Garber - mrs. Carroll Jack Koenig - advocaat van mrs. Carroll José Zúñiga - rechercheur Todd Gearhart - Rosenthal Paul Anthony Stewart - Bobby Gold  |
| Een uitgerangeerde acteur wordt opgepakt voor het rijden onder invloed en als er ontdekt wordt dat zijn kleren onder het bloed zitten, Cassady en Green gaan op onderzoek uit. Zij ontdekken dat een Joods televisieproducent is vermoord en dat zij elkaar kenden. De acteur staat bekend dat hij geregeld uitspraken met antisemitisme heeft gedaan. Nu is het aan hen om uit te zoeken of de acteur de dader is. |                         |                    |                                 |                   | |
| 8. | Release                 | Michael Pressman   | Rick Eid Nicholas Wootton       | 10 november 2006  | Kim Shaw - Nicole Flynn Adam Kaufman - Swain Rob Devaney - Dave Sugarman Tim Peper - Chris Drake Alexandra Daddario - Samantha Beresford                                                |
| Wanneer Hudson Moore doodgeslagen wordt gevonden in de bus van Babes Being Bad gaan Cassady en Green op onderzoek uit. Zij verdenken op het eerste gezicht zijn zakenpartner Chris Drake, totdat een video-opname de rechercheurs attenderen op een jong meisje dat de nacht heeft doorgebracht met Moore ten tijde van de moord. Nadat zij hun onderzoek volledig richten op het jonge meisje wordt het motief voor de moord hen duidelijk. McCoy heeft het moeilijk om een man te vervolgen die niet rechtstreeks verantwoordelijk is voor de moord maar wel verantwoordelijk is voor de incidenten die hier toe geleid hebben. |                         |                    |                                 |                   | |
| 9. | Deadlock                | Alex Chapple       | David Slack                     | 17 november 2006  | Jeremy Davidson - Rob Purcell Craig Walker - Leon Vorgitch Cynthia Darlow - Delores Vorgitch Catherine Dent - Dena Carter Agustin Rodriguez - Pedro Keith Eric Chappelle - Gavin Edlund |
| Wanneer de seriemoordenaar Leon Vorgitch ontsnapt uit de gevangenis gaan Cassady en Green op jacht. Zij vinden hem in een school vol met gijzelaars, voordat hij zich overgeeft aan de politie schiet hij een aantal leerlingen neer. Zijn onwilligheid om een strafregeling te treffen frustreert McCoy omdat Vorgitch nu meer tijd heeft om opnieuw te ontsnappen. Als een vader van een van de slachtoffers het recht in eigen hand neemt dat eindigt met een hoofdrol in de politieke campagne voor een lokale politicus, wil McCoy hem proberen te overtuigen om niet de zondebok te worden voor de politiek. |                         |                    |                                 |                   | |
| 10. | Corner Office           | Joan Stein Schimke | Rick Eid Richard Sweren         | 8 december 2006   | David Alan Basche - Tepper Mercedes Renard - Julia Veloso Timothy Adams - Tindell Susan Misner - Samantha Weaver Paul Urcioli - Robert Caldwell                                         |
| Wanneer een advocaat vermoord in een hotelkamer wordt gevonden gaan Cassady en Green op onderzoek uit. Hun onderzoek wijst uit dat het slachtoffer werkte voor een bedrijf dat in staat van beschuldiging werd gesteld. Verder onderzoek leidt de rechercheurs naar een callgirl, Julia Veloso, die ook een intieme relatie had met de directrice, Samantha Weaver, van het bedrijf. Als Weaver aangeklaagd en voor het gerecht gebracht wordt voor de moord, dan vraagt Rubirosa zich af of McCoy echt denkt dat zij schuldig is of klaagt hij haar aan voor haar geaardheid. |                         |                    |                                 |                   | |
| 11. | Remains of the Day      | Constantine Makris | David Wilcox Shiya Ribowsky     | 5 januari 2007    | Ben Bass - dr. Adam Vaughn Dan Bakkedahl - Tony Bicks Kate Hodge - Prescott Eric D. Hill Jr. - Michael Jones Mariel Hemingway - Ashley Jones Michael Boatman - Dave Seaver              |
| Wanneer Michael Jones dood wordt gevonden in een ziekenhuiskamer gaan Cassady en Green op onderzoek uit. Zijn moeder Ashley beschuldigt de kinderen, Miles en Hillary Foster, van haar overleden man die vechten over de controle van hun vaders nalatenschap. De autopsie wijst uit dat de kinderen niets met de dood hebben te maken, maar dat het slachtoffer gestorven is door besmet donormateriaal dat hij achttien maanden geleden heeft ontvangen door middel van een transplantatie. McCoy heeft het moeilijk met deze zaak omdat hij de verdachte alleen aan kan klagen met het bewijs wat een andere jongeman in zijn lichaam heeft, deze heeft ook een transplantatie ondergaan van dezelfde donor.                         |                         |                    |                                 |                   | |
| 12. | Charity Case            | Michael Pressman   | Nicholas Wootton                | 12 januari 2007   | Jennifer Beals - Sofia Archer Anna Chlumsky - Mary Calvin Aliya Campbell - Lashonda Harris Billy Burke - Farmer Kola Ogundiran - Ephraim Mogae                                          |
| Wanneer Sean Archer, een producent die pas samen met zijn vrouw Sofia een baby genaamd Christopher uit Afrika hebben geadopteerd, wordt neergeschoten gaan Cassady en Green op onderzoek uit. De moord kan al snel in verband gebracht worden met de adoptie, dit omdat de snelheid van de adoptie veel internationale woede veroorzaakte door de status van Sofia die een bekende actrice is. McCoy en Rubirosa onderzoeken eigenlijk de moord op Archer maar draait al snel op een onderzoek in de dood van een ander kind als de identiteit van baby Christopher twijfelachtig is. |                         |                    |                                 |                   | |
| 13. | Talking Points          | Matthew Penn       | Michael S. Chernuchin           | 2 februari 2007   | Charlotte Ross - Judith Barlow Louis Cancelmi - Malcolm Yates Ron Silver - Bernie Adler Peter Benson - Kevin Gray Emma Bell - Kirsten Paley                                             |
| Wanneer student Jason Miles wordt neergeschoten bij een demonstratie waar Judith Barlow een toespraak houdt gaan Cassady en Green op onderzoek uit. Zij hebben veel verdachten onder de mededemonstranten, twee mensen krijgen de interesse van de rechercheurs omdat zij liegen over hun alibi. Hun grootste interesse gaat uit naar Malcom Yates, een medestudent die beweert dat hij bij de vriendin was van Miles ten tijde van de moord. McCoy en Rubirosa realiseren dat Yates eigenlijk Barlow als doelwit had, dit omdat zij openlijk kritiek had op het stamcelonderzoek. Yates hoopt dat dit onderzoek vruchten afwerpt omdat hij een genezing wil voor zijn ziekte van Parkinson.                                            |                         |                    |                                 |                   | |
| 14. | Church                  | Constantine Makris | Rick Eid                        | 9 februari 2007   | Anson Mount - James Sterling Bradley White - Mike Jeffers Kate Miller - Madeline Meyers Julie Benz - Dawn Sterling Andrew Garman - Scott Jepson                                         |
| Wanneer een jonge homoseksuele acteur wordt vermoord gaan Cassady en Green op onderzoek uit. Een invloedrijke pastoor van een grote kerk in New York bekent de moord, de pastoor staat bekend om zijn intolerantie tegen homoseksuelen. McCoy en Rubirosa komen er al snel achter dat de pastoor misschien niet de moord heeft gepleegd. |                         |                    |                                 |                   | |
| 15. | Melting Pot             | Jean de Segonzac   | Richard Sweren                  | 16 februari 2007  | Adam Trese - Carl Easton Reza Salazar - Julio Rodriguez Sanjit De Silva - Ali Mohammed Sean Mahan - Jonas Faulkner Cara Buono - Shannon                                                 |
| Wanneer een actrice dood wordt gevonden in haar appartement gaan Cassady en Green op onderzoek uit. Op het eerste gezicht lijkt het zelfmoord, maar de rechercheurs denken hier anders over en gaan ervan uit dat het moord is. Het motief lijkt te liggen in immigratie en moslimfundamentalisme, nu moeten zij ontdekken waar het motief werkelijk ligt. |                         |                    |                                 |                   | |
| 16. | Murder Book             | Constantine Makris | David Wilcox                    | 23 februari 2007  | Mario Van Peebles - Carsley Bobby Cannavale - J.P. Lange Christopher Denham - Gerald Stockwell Marlyne Barrett - Bocanegra Damian Young - rechter Stephen Emerton                       |
| Wanneer uitgeefster Serena Darby vermoord wordt gevonden in haar appartement gaan Cassady en Green op onderzoek uit. Hun verdenking valt op J.P. Lange, een voormalige honkbalspeler die vrijgesproken is van de moord op zijn vrouw die een boek had geschreven waarin hypothetisch staat geschreven dat hij een moord had gepleegd. De rechercheurs volgen het spoor van bewijzen van Lange naar Gerald Stockwell een voormalige ghostwriter van het boek, maar Stockwell probeert zich vrij te pleiten door McCoy en Rubirosa bewijzen te geven van een omgekochte jurylid in het proces van Lange voor een vrijspraak. |                         |                    |                                 |                   | |
| 17. | Good Faith              | Sam Weisman        | David Slack                     | 30 maart 2007     | Jeffrey Donovan - Jacob Reese Sarah Ramos - Mary Reese Jeffrey Joseph - brandweercommandant Woods Tovah Feldshuh - Danielle Melnick Denise Dowse - rechter Nora Glover                  |
| Wanneer een lichaam wordt gevonden na een brandstichting van een kerk gaan Cassady en Green op onderzoek uit. Het blijkt dat het slachtoffer al vermoord was voordat de brand begon en wordt geïdentificeerd als een leraar op een school. Het spoor leidt hen naar een fundamentalistische christen. Deze wilde zijn dochter beschermen tegen het leren van de evolutietheorie op school. |                         |                    |                                 |                   | |
| 18. | Bling                   | Karen Gaviola      | Matthew McGough                 | 6 april 2007      | Nicky Katt - Isaac 'Iced Out Ike' Krantz Neal Huff - Steven Smith Thaddeus Daniels - Matthews Ato Essandoh - Andre Blair Peter McRobbie - rechter Walter Bradley                        |
| Wanneer rapper Clarice 'Sweet Clarice' James wordt doodgeschoten gaan Cassady en Green op onderzoek uit. Het spoor leidt hen naar een muziekproducent en een juwelier die spullen had geleverd aan het slachtoffer en nog veel geld tegoed had. De juwelier bekent de moord maar verklaart later dat hij de bekentenis onder zware druk van de muziekproducent heeft gedaan. |                         |                    |                                 |                   | |
| 19. | Fallout                 | Constantine Makris | Sonny Postiglione               | 27 april 2007     | Mark Ivanir - Nicolas Brezin Daniel Oreskes - Andrei Karpovich Eisa Davis - advocate Danvers Michael Aronov - Karl Rostov Rene David Ifrah - Alex Chambers                              |
| Wanneer de Rus Peter Rostov de dood vindt door vergiftiging met ricine gaan Cassady en Green op onderzoek uit. Hun onderzoek leidt hen naar zijn werk, waarbij hij veel reisde tussen Rusland en Amerika, en ten tweede naar zijn broer Karl. Al snel ontdekken zij een relatie tussen Karl en een illegale prostitutienetwerk met jonge Russische vrouwen. McCoy moet nu alle zeilen bijzetten om Karl te laten getuigen zodat hij Nicolas Brezan, een vader van een van de vrouwen, kan vervolgen. |                         |                    |                                 |                   | |
| 20. | Captive                 | Michael Watkins    | Richard Sweren                  | 4 mei 2007        | David Warshofsky - Roger Kraslow Julia K. Murney - Lisa Quinlann David Wilson Barnes - mr. Quinlann Michael Potts - Malcolm Young Brooke Smith - mrs. Kurland                           |
| Wanneer een jonge tiener vermoord wordt gevonden gaan Cassady en Green op onderzoek uit. Het spoor leidt hen naar een andere tiener die jaren vermist werd en levend wordt gevonden bij zijn ontvoerder. McCoy wacht nu de zware taak om deze tiener te vervolgen als verdachte voor de moord op de vermoorde tiener, nu ontdekt is dat hij de moordenaar is. |                         |                    |                                 |                   | |
| 21. | Over Here               | Constantine Makris | William N. Fordes               | 11 mei 2007       | Vincent Piazza - Peter Harris Mike Pniewski - dr. Petravian Liz Larsen - mrs. Corrado Matthew Del Negro - Peter Fetzer Patrizia Hernandez - Audrey Hermenez                             |
| Wanneer McCoy een Irakoorlogveteraan vervolgt voor moord op twee daklozen, ontdekt hij dat de moord verband houdt met de betreurenswaardige condities waaraan hij werd blootgesteld in een militair ziekenhuis. |                         |                    |                                 |                   | |
| 22. | The Family Hour         | Matthew Penn       | Richard Sweren David Slack      | 18 mei 2007       | Jeremy Sisto - Clint Glover Annika Boras - Trina Bailey Harry Hamlin - Randall Bailey Daryl Wein - Chaz Bailey Erik Heger - Jim Kirkpatrick Jeffrey Tambor - rechter Barry Dilwynn      |
| Wanneer Nicole Bailey, de ex-vrouw van een voormalige senator, vermoord wordt gevonden in haar woning gaan Cassady en Green op onderzoek uit. Zij kijken eerst naar de senator maar volgen dan het bewijs naar een disfunctionele familie met een aantal beschamende geheimen. McCoy vindt zichzelf in een moeilijke rechtszaak met een rechter die meer geïnteresseerd is in politiek dan in de wet. |                         |                    |                                 |                   | |